# Сен-Лоран (Кот-д’Армор)
Сен-Лора́н (фр. Saint-Laurent, брет. Sant-Laorañs) — коммуна во Франции, находится в регионе Бретань. Департамент — Кот-д’Армор. Входит в состав кантона Бегар. Округ коммуны — Генган.
Код INSEE коммуны — 22310.

## География
Коммуна расположена приблизительно в 410 км к западу от Парижа, в 130 км северо-западнее Ренна, в 37 км к западу от Сен-Бриё.

## Население
Население коммуны на 2016 год составляло 490 человек.
| 1962 | 1968 | 1975 | 1982 | 1990 | 1999 | 2008 | 2016 |
| ---- | ---- | ---- | ---- | ---- | ---- | ---- | ---- |
| 273  | 333  | 330  | 361  | 437  | 418  | 423  | 490  |

## Администрация
| Период | Период | Фамилия        | Партия                              | Примечания |
| ------ | ------ | -------------- | ----------------------------------- | ---------- |
| 1989   | 2001   | Франсуа Годест | Французская коммунистическая партия |            |
| 2001   | 2014   | Ив Шено        | Социалистическая партия             | фермер     |

## Экономика
В 2007 году среди 280 человек в трудоспособном возрасте (15—64 лет) 197 были экономически активными, 83 — неактивными (показатель активности — 70,4 %, в 1999 году было 68,0 %). Из 197 активных работали 185 человек (105 мужчин и 80 женщин), безработных было 12 (5 мужчин и 7 женщин). Среди 83 неактивных 30 человек были учениками или студентами, 27 — пенсионерами, 26 были неактивными по другим причинам.

## Достопримечательности
- Церковь Сен-Лоран[фр.] и крест (XVII век). Исторический памятник с 1926 года[3]
  - Алтарь (XVII век). Исторический памятник с 1926 года[4]
  - Барельеф «Поцелуй Иуды» (XVI век). Исторический памятник с 1925 года[5]

## Фотогалерея

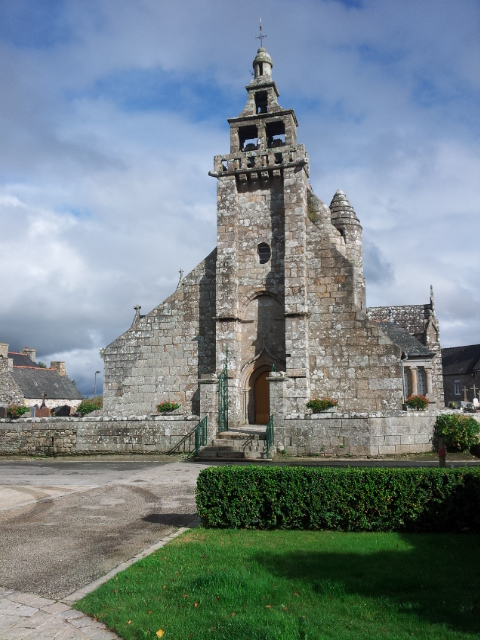
Церковь Сен-Лоран
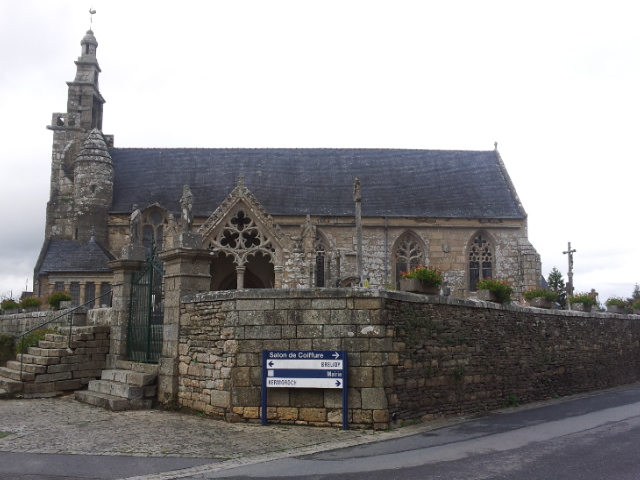
Церковь Сен-Лоран
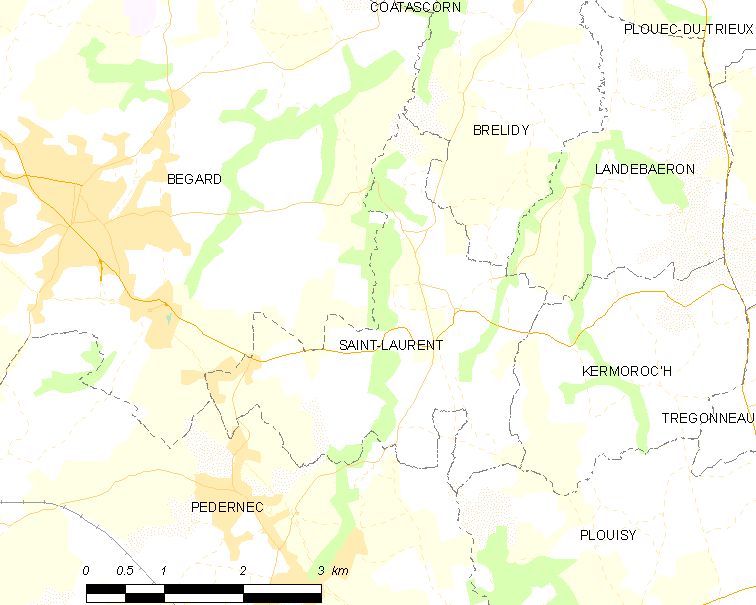
Карта коммуны